# Schloss Riggisberg

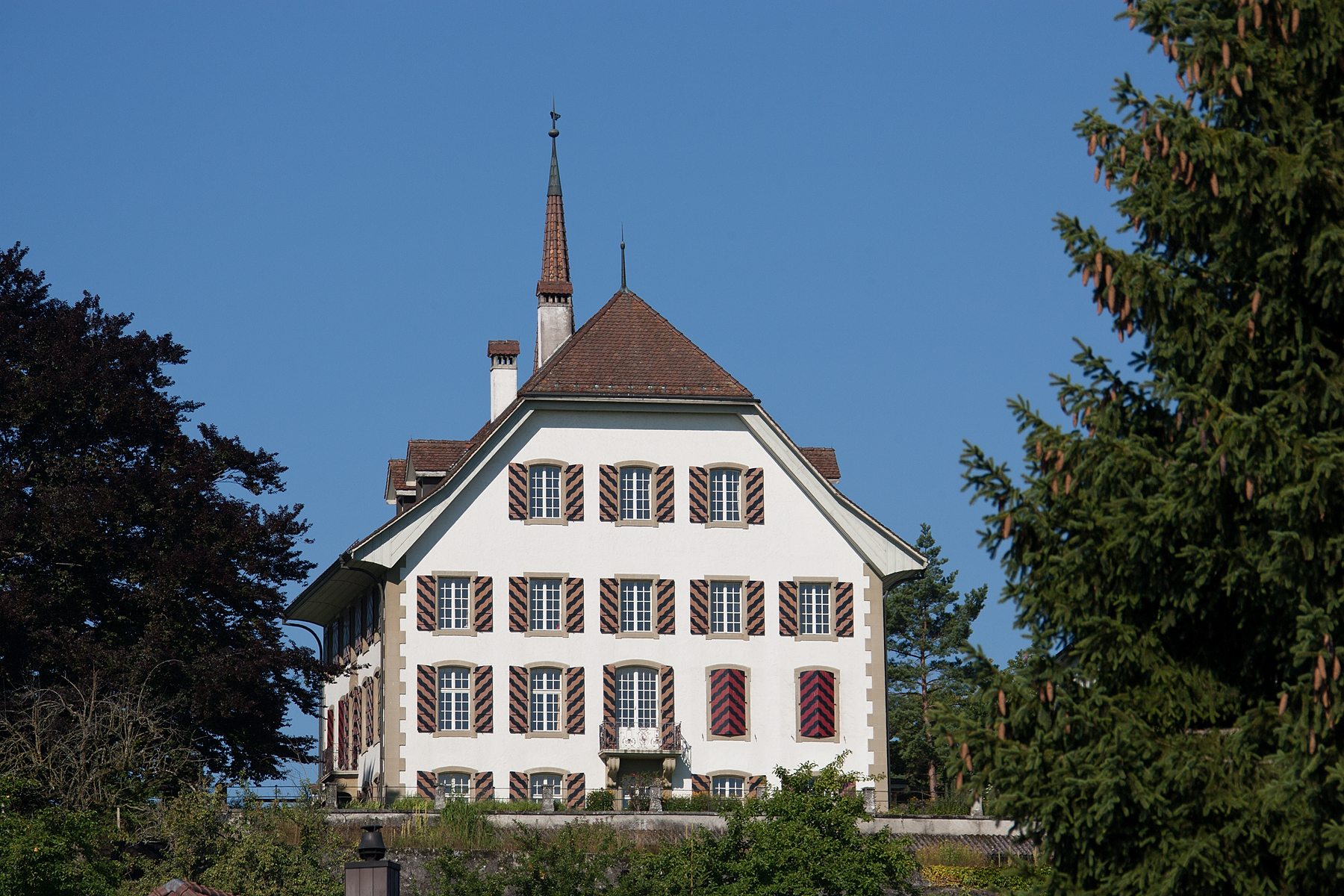
Schloss Riggisberg (2007).

Das Schloss Riggisberg ist ein Schloss in der Gemeinde Riggisberg im Kanton Bern.

## Geschichte
Das Schloss Riggisberg war Stammsitz deren von Riggisberg, die urkundlich erstmals 1140 unter Constantin de Rucasperc erwähnt werden. 1337 wechselt das Gut in den Besitz der Familie von Diesbach. 1381 oder 1382 wurde die Burg von Unterwaldener und Brienzer geplündert. Um 1385 ging der Besitz an die Familie von Erlach und blieb für 414 Jahre in deren Besitz. Um 1700 entstand unter Albrecht von Erlach das noch heute erhaltene hohe Schloss. 1799 verkaufte Karl Albrecht Ferdinand von Erlach das Gut an Karl Friedrich Steiger. 1880 wurde das Gut an die Mittelländische Armen-Verpflegungsanstalt verkauft (Heute: Schlossgarten Riggisberg Genossenschaft). 1939 wurden Teile des Schlosses, das sogenannte lange Schloss abgerissen und durch einen Neubau ersetzt. 1970 brannte der Dachstock aus.